# San Miguel la Labor
San Miguel la Labor är en ort i kommunen San Felipe del Progreso i delstaten Mexiko i Mexiko. Samhället hade 6 297 invånare vid folkräkningen 2020.